# Bisgoeppertia gracilis
Bisgoeppertia gracilis är en gentianaväxtart som först beskrevs av John Wright och August Heinrich Rudolf Grisebach, och fick sitt nu gällande namn av Carl Ernst Otto Kuntze. Bisgoeppertia gracilis ingår i släktet Bisgoeppertia och familjen gentianaväxter. Inga underarter finns listade i Catalogue of Life.